# Rí Tadanari
Rí Tadanari (宮市 亮; Hepburn: Tadanari Lee; Tokió, 1985. december 19. –) japán labdarúgó. Az angol élvonalbeli Southampton játékosa volt, majd 2013. február 14-én  visszatért korábbi klubjába, az FC Tokióba.

## Külső hivatkozások
- Ismertetője a transfermarkt.de honlapján